# Drømmemil
En drømmemil er det at gennemføre et løb på en mil (1.609,344 meter) på under fire minutter. I 1954 gjorde englænderen Roger Bannister det som den første på tiden 3 minutter og 59,4 sekunder. Den første dansker til at løbe en drømmemil var Gunnar Nielsen i 1956 på tiden 3 minutter og 59,2 sekunder. 
| Sport | Spire Denne artikel om sport er en spire som bør udbygges. Du er velkommen til at hjælpe Wikipedia ved at udvide den. |